# Breckerfeldova ulica, Novo mesto
Breckerfeldova ulica je ena od ulic v Novem mestu. Imenuje se po razsvetljencu in svetovljanu, Francu Antonu Breckerfeldu, poteka pa po Poslovno storitveni coni Cikava od Šentjernejske ceste proti jugu zahodno od Podbevškove ulice.